# Авіаційні планки Люфтваффе
Авіаційні планки Люфтваффе (нім. Frontflugspange) — німецька військова нагорода, заснована рейхсмаршалом Германом Герінгом 30 січня 1941. Нагородженню підлягав льотний склад Люфтваффе за здійснення певної кількості бойових вильотів.

## Зовнішній вигляд, історія нагороди та статут

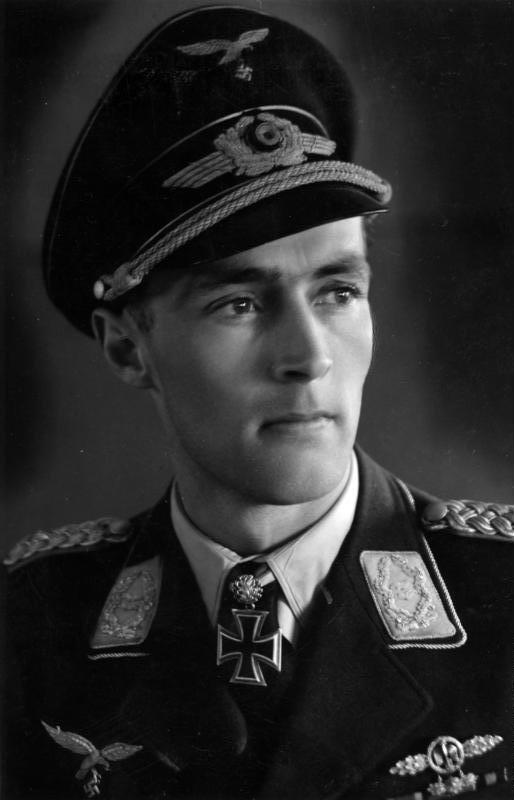
Ас Люфтваффе Карл-Готтфрід Нордманн, власник золотої планки денного винищувача з підвіскою у вигляді восьмикутної зірки зі зв'язками лаврового листя з боків

Планка (також уживана назва «шпанга», від нім. Spange — застібка) виконувалася у вигляді вінка з лаврового листя, всередині якого, зображувався символ приналежності володаря до відповідного виду ВПС. З боків вінка стирчать зв'язки дубового листя, знизу — свастика. На планці військово-транспортної авіації свастику тримає орел.
Існували такі види бойових авіаційних планок: для денних винищувачів («Tagjager»), для нічних винищувачів («Nachtjager»), для дальніх денних винищувачів («Zerstorer»), для літаків підтримки («Schlachtflieger») (до 1944 екіпажі літаків підтримки отримували планки аналогічні винищувачам), для дальніх нічних винищувачів і літаків вторгнення («Fern nachtjager»), для бомбардувальників («Kampf und Sturzkampfflieger»), для літаків-розвідників і допоміжної авіації («Aufklarer, seenotfliger, wetter-erkundung»), для транспортної авіації і планеристів («Transport und Luftlandeflieger»). Для денних винищувачів і літаків підтримки винищувачів існувала також планка з діамантами.
За статутом існувало три ступені знака:
• 3-й ступінь (бронзовий колір) — за 20 бойових вильотів

• 2-й ступінь (срібний колір) — за 60 бойових вильотів

• 1-й ступінь (золотий колір) — за 110 бойових вильотів

Від 26 червня 1942 за здійснення більшої ніж 110 кількості бойових вилетів запроваджено підвіски до золотої планки у вигляді восьмикутної зірки зі зв'язками лаврового листя з боків. Для кожного виду ВПС існувала відповідна кількість бойових вилетів за яки нагороджували підвісками. 29 квітня 1944 запроваджено прямокутні підвіски з вибитими цифрами кількості вилетів. Зі збільшенням бойових вильотів підвіска замінювалося на цифри від 300 до 1200, з кроком у 100, хоча на фото тих часів зустрічаються підвіски і з цифрою «100». Гансу-Ульріху Руделю, пілоту пікіровщика Ju 87 «Stuka», було вручено прямокутну підвіску з кількістю вилетів 2000.
Нагорода вручалася в темно-синьому прямокутному футлярі розмірами 90×40×15 мм, а в кінці війни у кремових конвертах з цупкого
паперу. На упаковці готичними літерами зазначалася назва нагороди та ступень (словами: бронза, срібло, або золото). До планки додавався нагородний лист, як фабричного виготовлення так і друкованого за місцем служби, де зазначалися дані про одержувача відзнаки. Планка носилася над лівою нагрудною кишенею, а за наявністю орденської колодки планка розміщувалася на один см вище.
Планки виготовлялися із бунтметалу, або комбіновано — з бунтметалу та цинку, методом штампування, з подальшим нанесенням покриття, колір, якого відповідав ступені знака. Приблизний розмір, без підвіски — 75×25 мм. Кріплення — горизонтальна застібка, широка в центрі. Наприкінці війни замість широкої застібки застосовували тонку. В обох випадках кріплення знака до уніформи було надійним. Підвіска до планки виготовлялася із сплавів на основі цинку, з нанесенням покриття жовтого, під золото, кольору. На багатьох екземплярах маркування від фірми-виробника було відсутнє. Дизайн нагороди розроблено профессором Weech.

## Види авіаційних планок

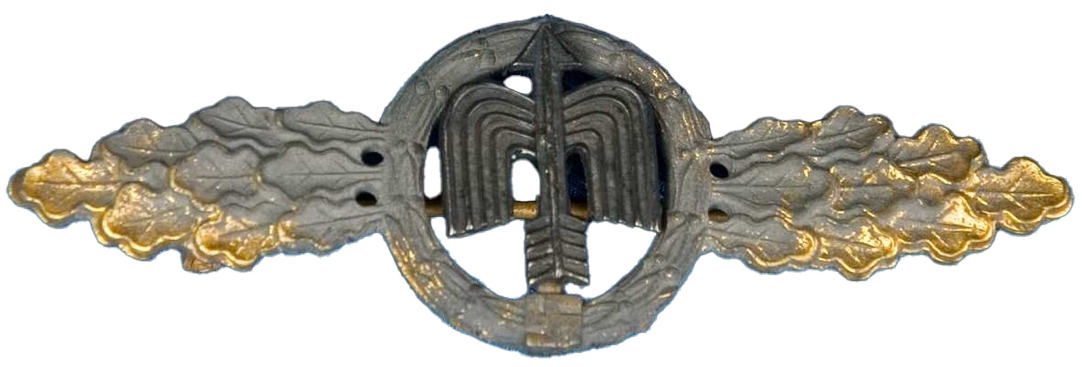
Авіаційна планка Люфтваффе для денних винищувачів у золоті

### Ближній денний винищувач (нім.Frontflugspange für Tagjager)
Заснована 30 січня 1941.
Всередині планки зображувалася крилата стріла вістрям вгору. Для отримання підвіски до золотої планки у формі восьмикутної зірки необхідно було здійснити 500 бойових вилетів. Існувала планка з діамантами. До 12 квітня 1944 планку Денний винищувач отримували також екіпажи штурмовиків та пікіровщиків.

Планка ближнього нічного винищувача з підвіскою «300»

### Ближній нічний винищувач (нім.Frontflugspange für Nah-Nachtjager)
Заснована 14 серпня 1942.
Всередині вінка відображена крилата стріла вістрям вгору. Для отримання підвіски у формі зірки необхідно було здійснити 250 бойових вилетів.

### Винищувач-перехоплювач (нім.Zerstörerverbände)
Зовнішнє зображення: Шпанга «Винищувача-перехоплювача» [Архівовано 2 квітня 2015 у Wayback Machine.]
Заснована 13 травня 1942.
Всередині планки зображувалася крилата стріла вістрям вниз. Для отримання підвіски у формі зірки необхідно було здійснити 400 бойових вилетів.

### Далекий нічний винищувач та літак вторгнення (нім.Fernnachtjagdverbände)
Зовнішнє зображення: Шпанга «Далекого нічного винищувача-перехоплювача» [Архівовано 2 квітня 2015 у Wayback Machine.]
Рік заснування невідомий.
Всередині вінка відображена крилата стріла вістрям вниз. Для отримання підвіски у формі зірки необхідно було здійснити 250 бойових вилетів.

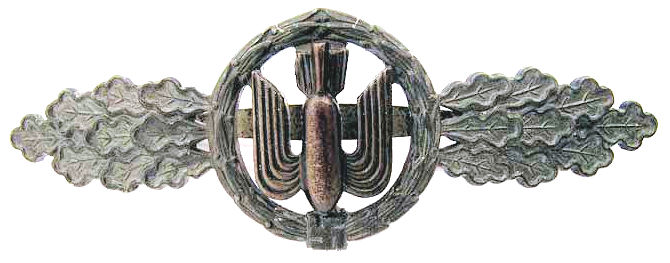
Планка бомбардувальника

### Бомбардувальник (нім.Frontflug-spange für Kampf- und Sturzkampfflieger)
Заснована 30 січня 1941.
Всередині вінка відображена крилата авіаційна бомба. Для отримання підвіски у формі зірки необхідно було здійснити 300 бойових вилетів. До запровадження планки «Авіація наземної підтримки», планку бомбардувальника отримували також екіпажи пікіруючих бомбардувальників.

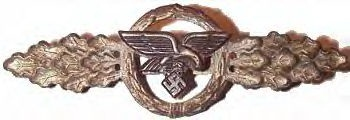
Планка військово-транспортної авіації

### Військово-транспортна авіація та планери (нім.Frontflugspange für Transport- und Luftlandeflieger)
Заснована 19 листопада 1941.
Всередині вінка відображено орла, що летить зі свастикою в кігтях. Для отримання підвіски у формі зірки необхідно було здійснити 500 бойових вилетів. Всього було видано близько 5400 військово-транспортних планок, з них (приблизно) 3-го, 2-го та 1-го ступенів відповідно: 3200, 1600 та 600.

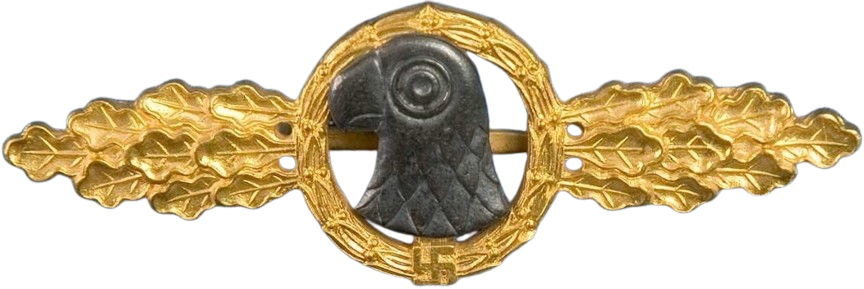
Планка розвідувальної авіації

### Розвідувальна авіація, авіація порятунку на морі та метеорологічної служби (нім.Frontflugspange für Aufklärer)
Заснована 30 січня 1941.
Всередині вінка відображена стилізована голова сокола. Для отримання підвіски у формі зірки необхідно було здійснити 250 бойових вилетів.

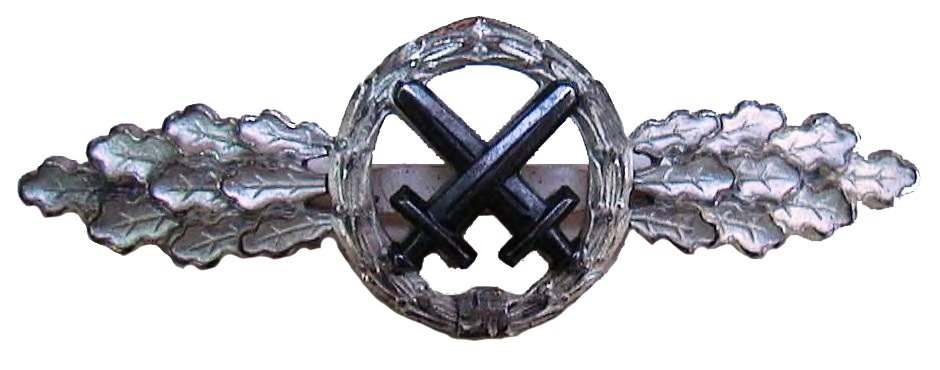
Планка штурмової авіації

### Авіація наземної підтримки (нім.Frontflugspange für Schlachtflieger)
Заснована 12 квітня 1944.
Всередині вінка відображені перехрещені мечі. Виготовлялася із сплавів на основі цинку. Для отримання підвіски у формі зірки необхідно було здійснити 400 бойових вилетів. Існувала також планка з діамантами. Серед нагороджених — Ганс-Ульріх Рудель. До дати заснування планки «Авіація наземної підтримки», екіпажи штурмовиків та пікіровщиків отримували планки далеких денних винищувачів (стріла вістрям вниз), або планку бомбардувальника.

### Виноски
1. ↑  Орденська колодка — пристосування для носіння на форменому та цивільному одязі декількох орденських стрічок в ряд
2. ↑  Бунтметал (нім. Buntmetall) — сплав кольорових металів жовтого кольору